# Willem Tanke

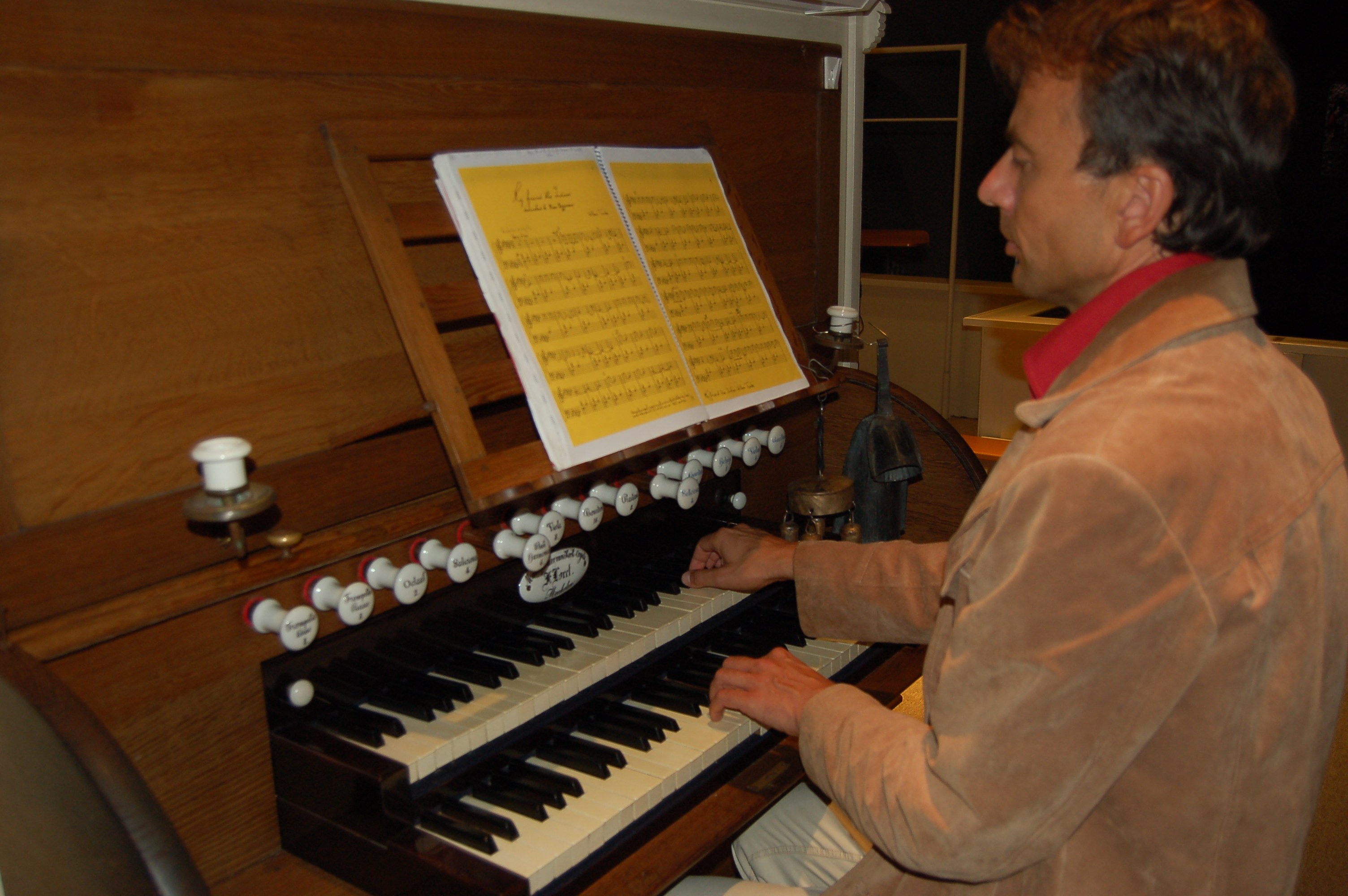
Willem Tanke (2006)

Willem Tanke (* 4. April 1959 in Hengelo) ist ein niederländischer Organist und Hochschullehrer.

## Leben und Wirken
Tanke studierte Orgel und Improvisation bei Jan Welmers in Utrecht. 1985 schloss er seine Studien mit Diplomen für Orgel, Musiktheorie und Improvisation ab. Von 1988 bis 2000 lehrte er als Professor an der Universität Utrecht. Zurzeit ist er Professor für Theorie und Improvisation  in Rotterdam. Für seine Leistungen wurde er von der Société académique Arts-Sciences-Lettres in Paris mit einem Diplôme de médaille d'argent ausgezeichnet. Tanke pflegt das Orgelspiel ohne Orgelschuhe.

## Ton- und Videodokumente
- Olivier Messiaen: Complete Organ Works
- Spiritual Homeland (1996)
- Variations for Organ, Keyboard and Processors (1999)
- My Friend the Indian (2000)
- Imaginary Day (2005)
- Ways of Intensity (DVD 2006)
- Meditations for a Lent (2007)
- The Scores of Ways of Intensity (for piano solo, 2006)
- New Ways of Playing Keyboard Instruments (DVD 2008)